# دانيلسون دا كروز
دانيلسون دا كروز (بالفرنسية: Danilson da Cruz)‏ هو لاعب كرة قدم فرنسي في مركز الوسط، ولد في 28 يونيو 1986 في كريتاي في فرنسا. لعب مع نادي النجم الأحمر ونادي كريتيل.

## وصلات خارجية
- دانيلسون دا كروز على موقع رابطة كرة القدم الفرنسية للمحترفين (الإنجليزية)
- دانيلسون دا كروز على موقع قاعدة بيانات كرة القدم.إي يو (الإنجليزية)
- دانيلسون دا كروز على موقع ليكيب (الفرنسية)
- دانيلسون دا كروز على موقع ناشيونال فوتبول تيمز (الإنجليزية)
- دانيلسون دا كروز على موقع Soccerway.com (الإنجليزية)